# Karya Mulya (Sinunukan)
Karya Mulya is een bestuurslaag in het regentschap Mandailing Natal van de provincie Noord-Sumatra, Indonesië. Karya Mulya telt 1318 inwoners (volkstelling 2010).